# Lantmännen Unibake
 (septembre 2007).
Si vous disposez d'ouvrages ou d'articles de référence ou si vous connaissez des sites web de qualité traitant du thème abordé ici, merci de compléter l'article en donnant les références utiles à sa vérifiabilité et en les liant à la section « Notes et références ».
Lantmännen Unibake est une filiale du groupe international Lantmännen, société à structure coopérative spécialisée dans les produits de boulangerie et de viennoiserie surgelée. Le groupe Lantmännen est la propriété de 49 000 agriculteurs suédois[réf. nécessaire].

## Histoire
L’origine de Lantmännen (mot suédois qui signifie « les hommes de la terre ») remonte à la fin du XIXe siècle lorsque les premières coopératives de fermiers ont été fondées en Suède. Très vite, ces dernières ont commencé à vendre aussi leurs récoltes de céréales.
En 1880, Viggo Schulstad ouvre sa boulangerie à Copenhague : il est à l'origine du développement de la marque Schulstad rachetée ensuite par le groupe Lantmännen.
En 1905, l'association nationale "Svenska Lantmännens Riksforbund" (SLR) est officiellement formée, et devient l'embryon de la future société Lantmännen. Grâce à leur coopération, les fermiers obtinrent alors des conditions d’achat plus favorables, la garantie d’une meilleure qualité, ainsi qu’un plus grand partage des connaissances et des expériences.
En 1946, Rasmus Hansen et sa femme ouvrent leur boulangerie à Horsens où se trouve aujourd'hui le siège social de Lantmännen Unibake. 
En 1971, le groupe choisit comme symbole commun le germe vert, un des plus vieux symboles de l'humanité. Lantmännen devient alors le nom commun pour l'Association nationale des fermiers suédois. 
En 2006, Lantmännen Unibake rachète le groupe Belpan et sa marque phare Pastridor, spécialisé dans la viennoiserie française pur beurre et la boulangerie.

## De nos jours
Lantmännen Unibake est aujourd'hui un des premiers fabricants européens de pains surgelés[réf. nécessaire]. Lantmännen Unibake produit toutes sortes de pains spéciaux (pains rustiques, pains polaires, pita, bagels, ciabatta, pains pour sandwichs, etc.), de viennoiseries pré-poussées danoises (tresse de pécan au sirop d'érable) ou française pur beurre, de pré-cuisinés (baguettes et pains à l'ail). Lantmännen Unibake commercialise aussi une gamme de produits sans gluten. Les produits de Lantmännen Unibake sont principalement vendus à des sandwicheries haut de gamme, à la restauration traditionnelle et rapide, aux pizzerias et autres points chauds.
Les 18 sites de production (qui comprennent environ une centaine de lignes de fabrication) sont situés au Danemark, en Norvège, en Suède, en Allemagne, en Belgique, en Pologne et en Russie. 